# Kirkland
Kirkland je město v okresu King County ve státě Washington ve Spojených státech amerických. Nachází se východně od Seattlu a severně od Bellevue, přičemž je jedním z měst, které je součástí Metropolitní oblasti Seattlu. V King County je 6. nejlidnatějším městem. Je zároveň 13. nejlidnatějším městem ve státě Washington a 370. nejlidnatějším městem v USA. 
K roku 2020 zde žilo 92 175 obyvatel. S celkovou rozlohou 59 km² byla hustota zalidnění 1 998 obyvatel na km². Založeno bylo v roce 1888, městská práva má od roku 1905. V minulosti ve městě sídlila společnost Costco a sportovní tým Seattle Seahawks. 